# Lavabo
Lavabo (łac. lavabo – dosł. "umyję, obmyję") – obrzęd umywania rąk w liturgii Kościoła katolickiego podczas mszy przez celebrującego ją kapłana. Do ceremonii używa się  miseczki oraz małego dzbanuszka lub ampułki z wodą. Ręce kapłana najczęściej obmywają ministranci polewając wodą wysunięte palce, po czym podając specjalny lniany ręczniczek. Nazwa obrzędu wywodzi się od łacińskich słów wersetu 6. Psalmu 26: Lavabo inter innocentes manus meas (Umywam ręce na znak niewinności).
W zwyczajnej formie rytu rzymskiego kapłan wypowiada wówczas słowa: Obmyj mnie, Panie, z mojej winy i oczyść mnie z grzechu mojego.
W nadzwyczajnej formie rytu rzymskiego celebrans mówi: Umywam ręce na znak niewinności: I obchodzę ołtarz Twój, Panie. Ażeby śpiewać głośno chwałę Twoją, Aby wysławiać wszystkie cuda Twoje. Umiłowałem, Panie, piękność domu Twego, Stałe mieszkanie Twego Majestatu. Nie trać mnie, Boże, razem z grzesznikami, Ni życia mego z mężami krwawymi. Ich ręce bowiem splamione zbrodniami, Prawica pełna zapłaty przekupstwa. Ja zaś swe życie wiodę w uczciwości, Ratuj mnie przeto, bądź mi litościwy. Nogi moje stoją na gruncie bezpiecznym: Pragnę Cię chwalić w gronie sług Twoich, Panie. Chwała Ojcu i Synowi, i Duchowi Świętemu, jako była na początku, teraz i zawsze i na wieki wieków. Amen.
Obrzęd istniał już w liturgii starożytnej w Jerozolimie i Antiochii (IV w.). Ma on znaczenie nie tylko praktyczne, ale również symboliczne. Jest wezwaniem do oczyszczenia się z wszelkiej winy przed uczestnictwem w Eucharystii (pragnienie wewnętrznego oczyszczenia). Umycie rąk jest oznaką wolności od grzechów.
Lavabo to także inna nazwa lawaterza.